# Aeroportul Timbuktu
Aeroportul Timbuktu (IATA: TOM, ICAO: GATB) este un aeroport din Regiunea Tombouctou, Mali ce deservește zona Tombouctou. A fost deschis în 1969 și numit după zona deservită.
Situat la o altitudine de 263 m, aeroportul dispune de 1 pistă. Este operat de Aéroports du Mali⁠(d).

## Infrastructură

### Piste
Aeroportul dispune de o singură pistă. Pista 07/25 are suprafața de asfalt și dimensiunile 2.110 m × 30 m. 